# ولر
الوَلَّر أو «الوالارو» هو أي نوع من ثلاثة أنواع كبيرة قليلا، ومتوسطة الحجم بين الكناغر والولاوب، وترتبط ارتباطا وثيقا بجنس macropod. كلمة «والارو» منحوتة من الكلمتين الإنجليزيتين لـ«الولب» و«الكنغر».